# La Bâtie-Vieille
La Bâtie-Vieille – miejscowość i gmina we Francji, w regionie Prowansja-Alpy-Lazurowe Wybrzeże, w departamencie Alpy Wysokie.

## Demografia
Według danych na rok 1990 gminę zamieszkiwało 208 osób, a gęstość zaludnienia wynosiła 23 osoby/km². W styczniu 2015 r. La Bâtie-Vieille zamieszkiwały 323 osoby, przy gęstości zaludnienia wynoszącej 35,7 osób/km².